# Саламанка
Салама́нка (ісп. Salamanca) — стародавнє кельтське місто на північному заході Іспанії на річці Термес, в автономній області Кастилія-і-Леон, є адміністративним центором провінції Саламанка. Саламанка є другим за величиною містом (228,881) в Кастилії і Леоні, після Вальядоліду (414,000). Стара частина міста була внесена до Всевітньої спадщини ЮНЕСКО в 1988 році. Торговий, промисловий, науковий і туристичний центр.
Транспортний вузол. Харчова, текстильна, шкіряна промисловість. Два університети (державний і католицький), один з яких, Університет Саламанки, був заснований у XII — початку XIII століть. Місто відоме з V століття до н. е.. Численні архітектурні пам'ятники XII—XVIII століть, в тому числі Старий собор (XII століття), будівля старого університету (XVI століття) та інші.
Населення — 160 331 чоловік (2005), є залізничний вокзал і аеропорт.

## Історія
Поселення, засноване іберійцями, 217 року до н. е. здобув Ганнібал, пізніше римляни та вестготи.
У VIII ст. захоплене маврами, багато разів побувало у руках як мусульман, так і християн.
У XI ст. герцог Раймонд Бургундський оточив місто захисними стінами.
У 1218 король Альфонсо IX заснував університет у Саламанці, який до XVII століття конкурував зі закладами вищої освіти в Болоньї, Оксфорді та Парижі. Був реорганізований в 1254 р.
Католицькі королі Фердинанд II Арагонський та Ізабелла заснували у Саламанці багато церков, монастирів і палаців.
12 липня 1812 об'єднані британські, іспанські та португальські війська перемогли тут (битва під Саламанкою) війська Наполеона.
Під час громадянської війни тут була тимчасова столиця франкістів.
Тепер Саламанка є квітучим містом, а університет змагається за першість з вищими навчальними закладами в Мадриді та Барселоні.

## Релігія
- Центр Саламанкської діоцезії Католицької церкви.

## Освіта
- Саламанківський університет
- Папський Саламанкський університет

## Пам'ятки
- Головна площа, (ісп. Plaza Mayor) — , збудована в XVIII ст., відноситься до найгарніших в Іспанії. На ній знаходяться дві ратуші, на більшій з них розміщений годинник. Дзвіниця і фасад прикрашені медальйонами з зображеннями героїв Іспанії.
- Комплекс будівель Університету Саламанки (16 століття), Головний фасад вважається одним з найкращих в Іспанії. Фасад прикрашений медальйоном Католицьких Кролів, зображенням папи, скульптурами Геркулеса і Венери, а також великою кількістю геральдичних щитів і барельєфів.
- Старий собор (12 століття), (ісп. Catedral Vieja) у романському стилі, з дуже гарним куполом Torre del Gallo, прекрасним вівтарем, готичними гробницями в нішах з добре збереженими фресками.
- Новий собор, (ісп. Catedral Nueva) — останній готичний собор в Іспанії, будівництво якого тривало від приблизно 1500 до 1733 року. Гідний подиву є перш за все головний портал, всередині склепи, каплиці і стели, зовні фасади в стилі платереско (ісп. plateresco) з барельєфами, вежа висотою 110 м, купол якої зазнав впливу чуригереско (ісп. churrigueresco). З правої бічної нави можна перейти до Старого собору, фрагмент якого був відірваний під час нового будівництва.
- Домініканський монастир Святого Стефана, (ісп. San Esteban) — побудований у роках 1524—1610. Гарний передній фасад у стилі платереско, сформований у вигляді тричастинного вівтаря. Усередині монастиря бароковий вівтар з 1693 року — роботи J. Churriguery. У монастирі гробниця герцога Альби, іспанського намісника Нідерландів.
- Будинок з мушлями, (ісп. Casa de las Conchas) — резиденція з XV—XVI століття прикрашена висіченими з каміння мушлями, що символізують прощу до Сантьяго, яку здійснив власник дому.
- Міст Романо, (ісп. Puente Romano) — міст над річкою Тормес, п'ятнадцять арок якого походять ще з римських часів.
- інші цивільні будівлі в готичному стилі .

## Клімат
Місто знаходиться у зоні, котра характеризується середземноморським кліматом. Найтепліший місяць — липень із середньою температурою 21.1 °C (70 °F). Найхолодніший місяць — грудень, із середньою температурою 3.9 °С (39 °F).
| Клімат Саламанки        | Клімат Саламанки | Клімат Саламанки | Клімат Саламанки | Клімат Саламанки | Клімат Саламанки | Клімат Саламанки | Клімат Саламанки | Клімат Саламанки | Клімат Саламанки | Клімат Саламанки | Клімат Саламанки | Клімат Саламанки | Клімат Саламанки |
| Показник                | Січ.             | Лют.             | Бер.             | Квіт.            | Трав.            | Черв.            | Лип.             | Серп.            | Вер.             | Жовт.            | Лист.            | Груд.            | Рік              |
| Абсолютний максимум, °C | 19               | 25               | 27               | 30               | 34               | 38               | 40               | 40               | 36               | 30               | 23               | 18               | 40               |
| Середній максимум, °C   | 8                | 10               | 13               | 16               | 21               | 26               | 29               | 29               | 25               | 18               | 12               | 8                | 18               |
| Середня температура, °C | 6                | 5                | 7                | 9                | 14               | 18               | 20               | 20               | 17               | 12               | 6                | 4                | 11               |
| Середній мінімум, °C    | −0,7             | 0,3              | 1,4              | 3,5              | 7                | 10,5             | 12,8             | 12,4             | 9,9              | 6,1              | 2,2              | 0,7              | 5,5              |
| Абсолютний мінімум, °C  | −17              | −11              | −7               | −5               | −2               | 0                | 2                | 3                | −2               | −5               | −8               | −12              | −17              |
| Норма опадів, мм        | 20               | 30               | 30               | 30               | 30               | 30               | 10               | 10               | 30               | 40               | 50               | 30               | 390              |
| Днів з опадами          | 6                | 6                | 5                | 7                | 8                | 5                | 3                | 2                | 4                | 7                | 7                | 7                | 66               |
| Днів з дощем            | 3                | 5                | 4                | 4                | 4                | 4                | 1                | 1                | 4                | 5                | 5                | 4                | 49               |
| Днів зі снігом          | 2                | 2                | 2                | 1                | 0                | 0                | 0                | 0                | 0                | 0                | 1                | 1                | 9                |
| Вологість повітря, %    | 84               | 76               | 66               | 65               | 63               | 57               | 51               | 54               | 62               | 73               | 81               | 85               | 68               |
| ----------------------- | ---------------- | ---------------- | ---------------- | ---------------- | ---------------- | ---------------- | ---------------- | ---------------- | ---------------- | ---------------- | ---------------- | ---------------- | ---------------- |
| Джерело: Weatherbase    |                  |                  |                  |                  |                  |                  |                  |                  |                  |                  |                  |                  |                  |

## Відомі люди
Серед відомих уродженців — політик Хосе Марія Хіль-Роблес, футболіст Альваро Арбелоа та інші.
- Дієго де Торрес-і-Вільярроель (1694—1770) — іспанський письменник.